# Caterina d'Alessandria
Caterina d'Alessandria (Alessandria d'Egitto, 280-290 – Alessandria d'Egitto, 305 circa) è venerata come santa, vergine e martire dalla Chiesa cattolica, da quella ortodossa e, in generale, da tutte le Chiese cristiane che ammettono la venerazione dei santi. In particolare le tradizioni ortodossa e cattolica di rito bizantino, la venerano col titolo di megalomartire («grande martire»).
La Chiesa cattolica la considera anche santa patrona dei filosofi insieme a Giustino, pur non essendo nessuno dei due nel novero dei dottori della Chiesa.

## Biografia
Oltre all'incerta data di nascita (probabilmente 287) e al fatto che fu sottoposta a martirio ad Alessandria d'Egitto nel 305 (circa), della sua vita si sa poco ed è difficile distinguere la realtà storica dalle leggende popolari. Esistono anche delle fonti scritte, tutte però posteriori di diversi secoli; la più antica è una passione in greco del VI-VII secolo; poi ci sono un'altra passione dell'XI secolo e la Legenda Aurea, che risale al XIII secolo.
Secondo la tradizione, Caterina era una bella giovane egiziana e la Legenda Aurea specifica che era figlia del re Costa, il quale la lasciò orfana giovanissima, e che fu istruita fin dall'infanzia nelle arti liberali.
Caterina venne chiesta in sposa da molti uomini importanti, ma ebbe in sogno la visione della Madonna con il Bambino che le infilava l'anello al dito facendola sponsa Christi.

### La tradizione del martirio

Pietro Aretino, Vita di santa Caterina vergine e martire, 1636.

Nel 305 un imperatore romano tenne grandi festeggiamenti in proprio onore ad Alessandria. Anche se la Leggenda Aurea parla di Massenzio, molti ritengono che si tratti di un errore di trascrizione e che l'imperatore in questione fosse invece Massimino Daia, che proprio nel 305 fu proclamato Cesare per l'oriente nell'ambito della tetrarchia (governatore d'Egitto in quell'anno era invece, fin dal 303, il prefetto Clodio Culciano, che non pare possa essere il protagonista della storia). Ricordiamo inoltre che la data del 305 non è stabilita con certezza.
Caterina si presentò a palazzo nel bel mezzo dei festeggiamenti, nel corso dei quali si celebravano riti pagani con sacrifici di animali e accadeva anche che molti cristiani, per paura delle persecuzioni, accettassero di adorare gli dei. Caterina rifiutò i sacrifici e chiese all'imperatore di riconoscere Gesù Cristo come redentore dell'umanità, argomentando il suo invito con profondità filosofica.
L'imperatore, che secondo la Legenda Aurea sarebbe stato colpito sia dalla bellezza sia dalla cultura della giovane nobile, convocò un gruppo di retori affinché la convincessero a onorare gli dei e la chiese in sposa. I retori non solo non riuscirono a convertirla, ma essi stessi, per l'eloquenza di Caterina, furono convertiti al cristianesimo.
L'imperatore ordinò la condanna a morte dei retori e dopo l'ennesimo rifiuto di Caterina la condannò a morire con il supplizio della ruota dentata. Dopo che Caterina venne messa sulla ruota dentata, il cielo prima limpido, si riempì di nuvoloni neri. Dal cielo scese un fulmine che spacco a metà la ruota dentata. Massimino fu obbligato a far decapitare la santa, dal cui collo mozzato non sgorgò sangue bensì latte, simbolo della sua purezza.

## Il monastero
Secondo un'altra leggenda, il corpo di Caterina fu trasportato dagli angeli sul monte Sinai. In questo luogo, nel VI secolo, l'imperatore Giustiniano fondò il monastero, originariamente chiamato «monastero della Trasfigurazione», e successivamente dedicato alla santa (monastero di Santa Caterina).

## Storicità del personaggio
Sono scarse le notizie sulla sua vita, così come delle vite di molti protomartiri e martiri dei primi secoli cristiani. Il fatto che: 
- una documentazione come fonte sulla storia di santa Caterina sia presente solo in testi scritti a partire dal VI secolo;
- è accertato che solo dal IX secolo la devozione per la santa divenne molto popolare (anche a livello iconografico) rientra nella prassi: infatti sia l'apologetica cristiana che il culto dei Santi, e la relativa agiografia, si svilupparono lentamente e successivamente.

Nel primo periodo fu assolutamente preponderante lo sviluppo in una dimensione essenzialmente tramandata oralmente, in mancanza di fonti documentali. Un secolo più tardi, la scrittrice femminista (e storica dell'arte) inglese Anna Brownell Jameson ritenne di formulare l'ipotesi secondo cui vi erano alcune caratteristiche comuni tra santa Caterina d'Alessandria e Ipazia, la matematica e filosofa pagana uccisa proprio ad Alessandria d'Egitto nel 415 da monaci parabolani e quindi asserì nei suoi scritti: 
"C'è un fatto curioso legato alla storia di santa Caterina: che la vera martire, la sola di cui esistano dati certi, non era una cristiana, ma una pagana; e che i suoi oppressori non erano pagani tirannici ma cristiani fanatici."
Tuttavia all'asserzione della Brownell Jameson manca una qualsivoglia fonte storica documentata che dimostri chiaramente che si possa trattare della stessa persona. Nulla ad oggi può comprovare che Santa Caterina e Ipazia siano la stessa persona e che la storia sia stata rovesciata.
In seguito la studiosa di storia bizantina Silvia Ronchey nel suo libro Ipazia, la vera storia ritiene convincente l'ipotesi che la storia di Santa Caterina sia stata mutuata da quella di Ipazia.
Nella Chiesa cattolica dopo il 1969 iniziò un ancora oggi discusso riesame di molte figure di santi dei primi secoli. Si cercarono prove sulla veridicità storica di questi santi, per cui anche santa Caterina d'Alessandria fu posta "in attesa", tant'è che fu deciso temporaneamente l'esclusione dal martirologio tra il 1962 e il 2002, senza tuttavia mai proibirne la venerazione. Successivamente a questa fase di riesame, nel 2003 la santa venne reinserita tra i martiri da papa Giovanni Paolo II e la sua memoria si celebra tuttora il 25 novembre..

## Devozione

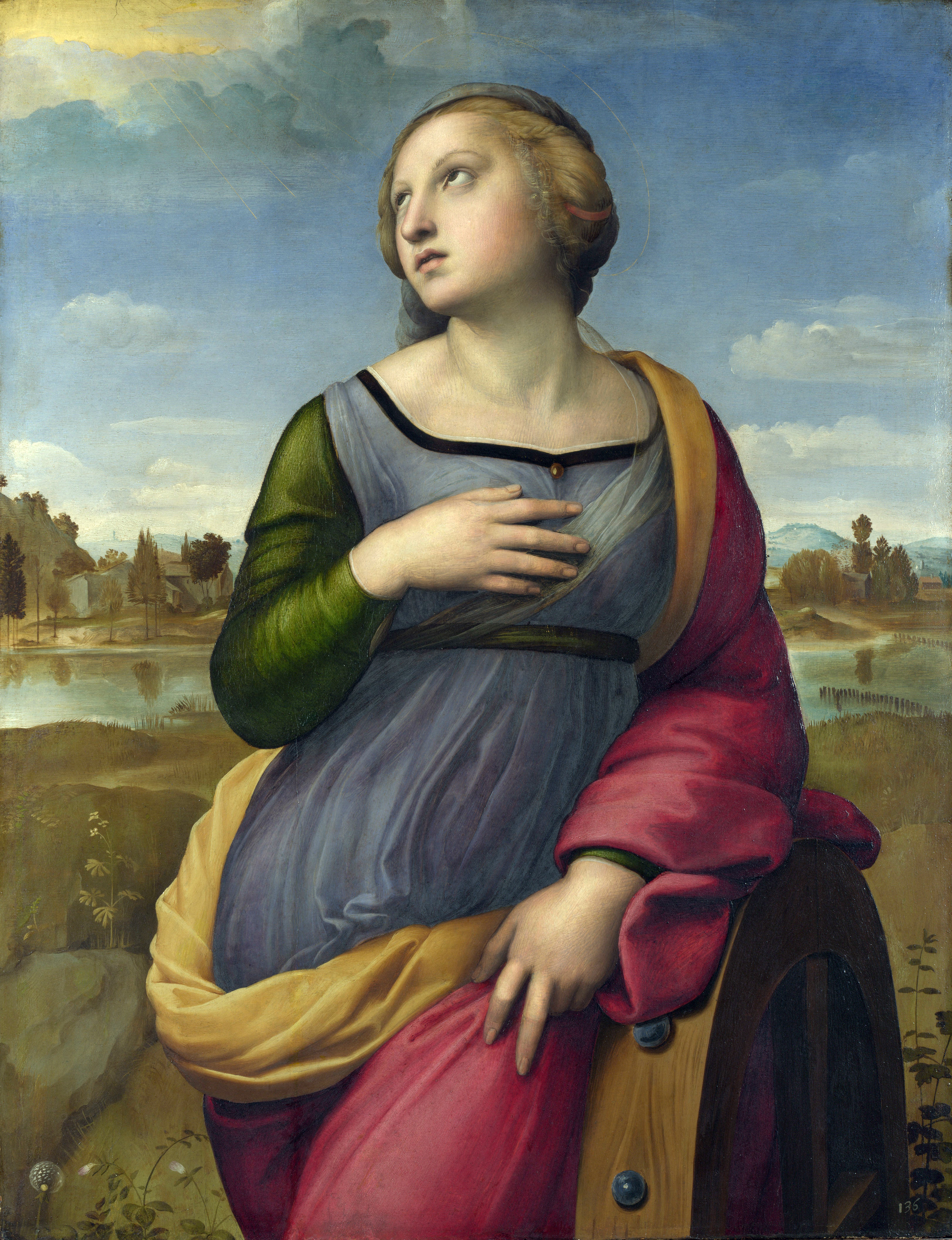
Raffaello, Santa Caterina d'Alessandria

Santa Caterina d'Alessandria d'Egitto è identificata, insieme a Santa Margherita d'Antiochia e all'Arcangelo Michele, come una delle Voci che ispirarono Santa Giovanna d'Arco. È ritenuta una dei quattordici Santi ausiliatori.
Santa Caterina è anche patrona dello "studio dei legisti" (la moderna Giurisprudenza) dell'Università di Padova e dell'Università di Siena, la cui raffigurazione compare nei loghi dei due atenei. È inoltre la patrona dei cavalieri italiani del Sovrano Militare Ordine di Malta.
La sua è vissuta come la festa dei giovani. In Francia è patrona degli studenti di teologia e protettrice delle apprendiste sarte.
Da Caterina di Alessandria deriva il termine francese catherinette (caterinetta) che in origine indicava una giovane donna da marito. La tradizione torinese, invece, indicava con il termine "caterinette" le giovani sartine e le modiste che svolgevano il loro apprendistato nei laboratori di confezioni della città, e che assai sovente diventavano oggetto di corteggiamento da parte degli studenti universitari. Nella città di Ravenna il 25 novembre (festa di Santa Caterina d'Alessandria) è tradizione regalare dei biscotti a forma di bambola alle bambine, chiamate "caterine". Il corrispettivo per i bambini è un biscotto a forma di galletto.
Una canzoncina popolare, ancora cantata nell'ultimo dopoguerra dai bambini nell'ora di religione in alcune parti d'Italia, parla di Caterina d'Alessandria. Il testo, che inizia con "Santa Caterina era figlia di un re...", è ispirato a una versione della leggenda in cui il padre uccide personalmente Caterina dopo averla scoperta a pregare Dio e dopo che la figlia si rifiutò di rinnegare la sua fede. La canzone venne interpretata anche da I Gufi.

## Iconografia

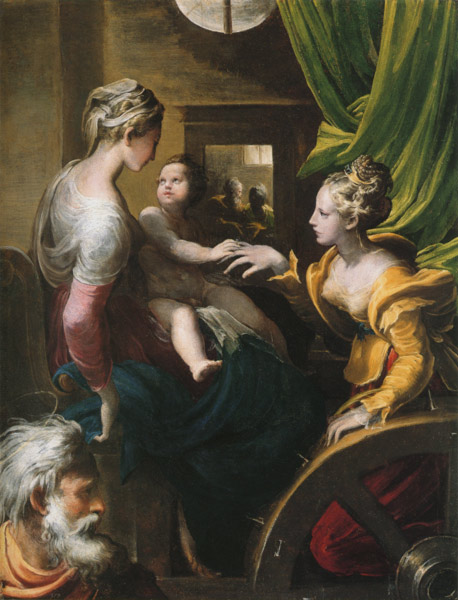
Il matrimonio mistico di Santa Caterina (Parmigianino)

Santa Caterina d'Alessandria viene rappresentata con la corona in testa e vestita di abiti regali per sottolineare la sua origine principesca. La palma che tiene in mano indica il martirio. Il libro ricorda la sua sapienza e la sua funzione di protettrice degli studi e di alcune categorie sociali dedite all'insegnamento (insegnanti e Ordini religiosi come i Domenicani e gli Agostiniani), a volte il libro riporta la scritta Ego me Christo sponsam tradidi (mi sono data sposa a Cristo). Infine viene rappresentata con una spada, l'arma che le tolse la vita, e la ruota dentata, lo strumento del martirio, elemento che lega la santa a numerose categorie di arti e mestieri che hanno a che fare con la ruota. Forse è questo l'elemento che unisce santa Caterina ai ceramisti, di cui è protettrice.
Per quanto concerne il supplizio della ruota cui Caterina sarebbe stata condannata, nessun testo prima del 1226 cita tale tortura come esistente. Storicamente, la prima persona a ciò sottoposta fu Federico II di Altena, altresì chiamato Federico di Isenberg, come attestato dalla Chronica Comitum de Marka. In effetti questo supplizio riferito a Caterina viene citato solo nella Legenda Aurea di Jacopo da Varazze, scritta tra il 1260 e il 1298, quindi negli anni posteriori all'assunzione di tale tortura.

### Dipinti

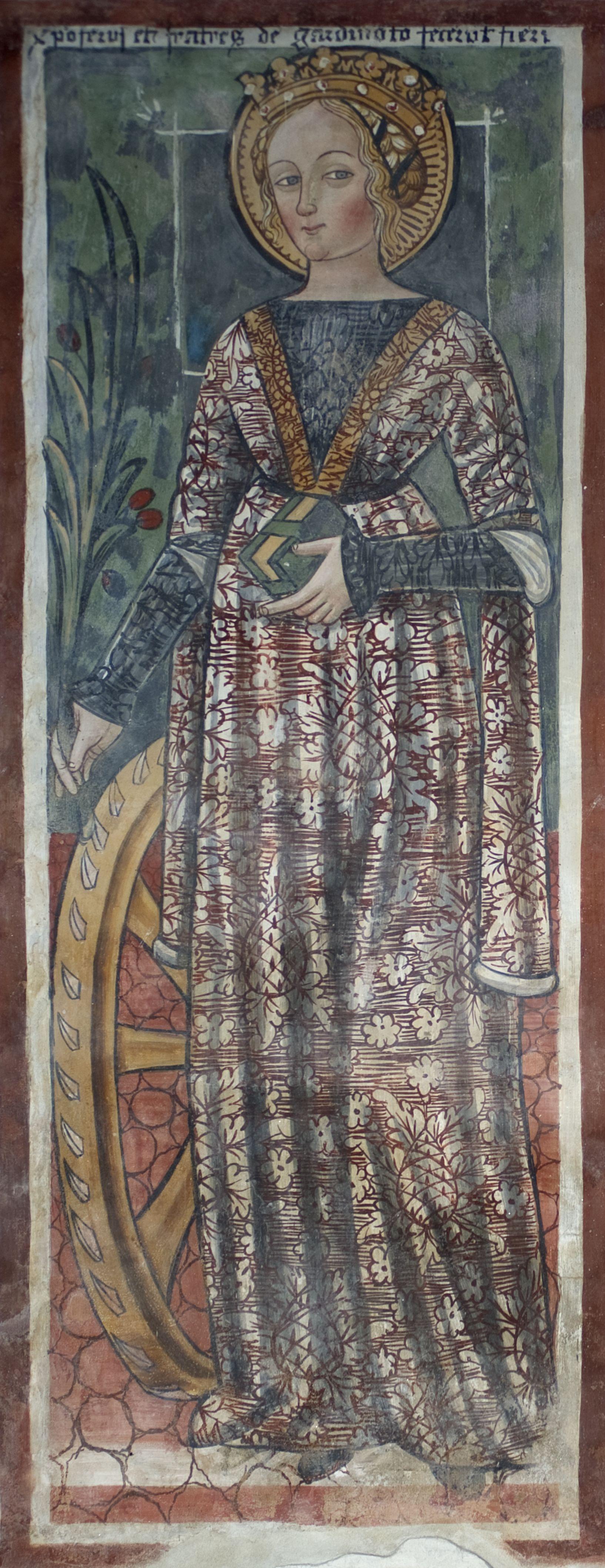
Una raffigurazione tardogotica della santa, di Tommaso Cagnola, fine XV secolo, a Garbagna Novarese

- Giudizio universale parete di fondo della cappella Sistina di Michelangelo Buonarroti,(1508-1512).
- Mistico sposalizio di S. Caterina d'Alessandria di Antonio Sarnelli (Napoli, Chiesa di Santa Caterina a Chiaia)
- Matrimonio mistico di Santa Caterina d'Alessandria tra santi, di Spinello Aretino (1390 circa);
- Matrimonio mistico di Santa Caterina, di Lorenzo Salimbeni (1400);
- Sposalizio mistico di Santa Caterina, di Michelino da Besozzo (1420 circa);
- Trittico del matrimonio mistico di Santa Caterina, di Hans Memling (1479);
- Matrimonio mistico di Santa Caterina, di Bergognone (1490 circa);
- Matrimonio mistico di Santa Caterina d'Alessandria e santi, di Correggio (1510-1514)
- Pala di Bardi, del Parmigianino (1521 - Bardi, chiesa di Santa Maria delle Grazie);
- Matrimonio mistico di Santa Caterina d'Alessandria, del Parmigianino (1529 circa - Parigi, Museo del Louvre);
- Matrimonio mistico di Santa Caterina d'Alessandria, del Parmigianino (1529 circa - Londra, National Gallery);
- Matrimonio mistico di Santa Caterina d'Alessandria, del Parmigianino (1529 circa - collezione privata);
- Matrimonio mistico di Santa Caterina d'Alessandria, di Andrea Vaccaro (Napoli, Basilica di Santa Maria della Sanità)
- Matrimonio mistico di Santa Caterina, di Paolo Veronese (1575 circa);
- Matrimonio mistico di Santa Caterina, di Mattia Preti (1673);
- Matrimonio mistico di Santa Caterina d'Alessandria, di Orazio Jacobotta (1596) Acerenza.
- Santa Caterina d'Alessandria di Michelangelo Merisi detto il Caravaggio (1597)
- Santa Caterina d'Alessandria di Artemisia Gentileschi (1615 o 1618-1619 - Firenze, Galleria degli Uffizi)
- Autoritratto come Santa Caterina d'Alessandria di Artemisia Gentileschi (1615-1617 - Londra, National Gallery)
- Matrimonio mistico di Santa Caterina d'Alessandria di Paolo Finoglio (1630 circa - Napoli, collezione privata)
- Affresco del XIV secolo nella chiesa di Capo di Serra a Barisciano con Santa Caterina d'Alessandria e San Giovanni
- Affresco di Bernardino Luini nella chiesa di San Maurizio maggiore a Milano
- Ciclo di affreschi del XVIII secolo di Giovanni Lo Coco nell'altare maggiore della Basilica di S. Caterina d'Alessandria a Pedara (CT).
- Ciclo di affreschi nella Cappella Branda Castiglione, nella Basilica minore di San Clemente a Roma.
- Ancona del martirio di santa Caterina, Collegiata di San Biagio, Finalborgo (SV), di Pascale Oddone (1533)
- Martirio di Santa Caterina d'Alessandria, del Guercino (1654 circa - San Pietroburgo, Ermitage)